# برج اسحاق‌آباد
برج اسحاق‌آباد مربوط به دورهٔ قاجاریه است و در شهرستان زبرخان، بخش اسحاق‌آباد، ۱/۵ کیلومتری جنوب‌شرقیهٔ شهر اسحاق‌آباد واقع شده و این اثر در تاریخ ۸ بهمن ۱۳۸۵ با شمارهٔ ثبت ۱۷۱۱۰ به عنوان یکی از آثار ملی ایران به ثبت رسیده‌است.